# Maronesa (raça bovina)

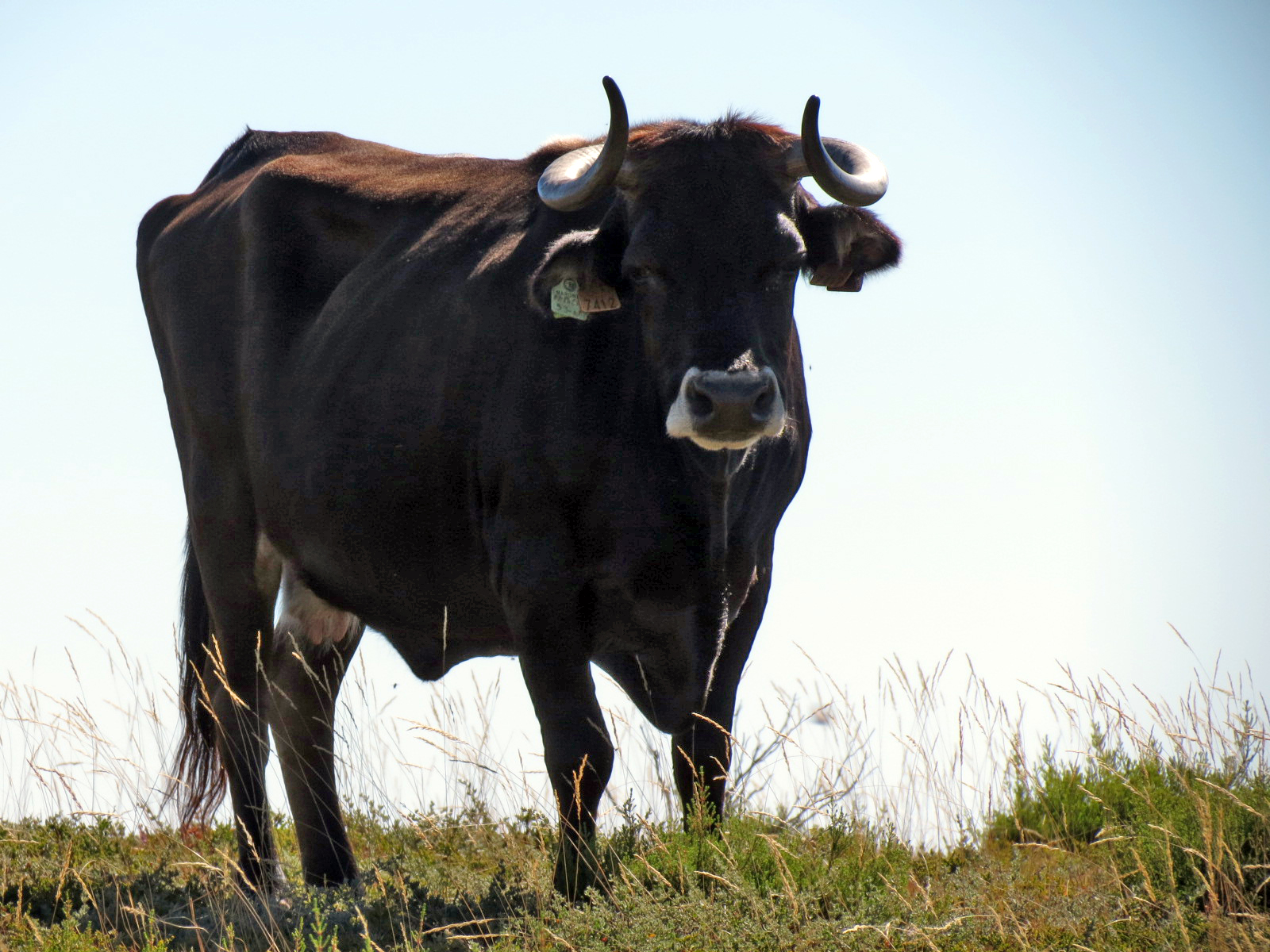
No Parque Natural do Alvão

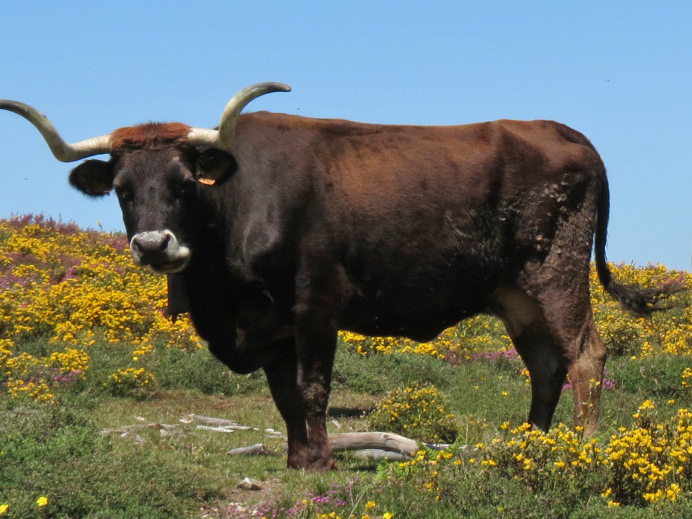
Na Serra do alvão

A vaca Maronesa é uma raça de gado tradicional portuguesa de montanha. O seu nome deriva da Serra do Marão, que fica nas regiões de Trás-os-Montes e Alto Douro e Douro Litoral, no norte do país. O seu uso principal é para poder de tração.

## História
A origem da Maronesa não é clara e até hoje permanece controversa.  As evidências históricas sugerem que seja derivado do cruzamento das raças Barrosã e Mirandesa,  e foi considerada mestiça até cerca de 1835, quando foi reconhecido como uma raça distinta. O suporte para a descendência da Barrosã e Mirandesa vem de um estudo de 1993 sobre a frequência 1/29 da translocação Robertsoniana nas três raças, onde o valor para o Maronesa (~ 40%) é intermediário entre o do Barrosã (65%) e o da Mirandesa (abaixo de 2%). Um estudo publicado em 1998 revelou que ele tinha uma distância genética substancial dos Barrosã, Mirandesa e de todas as outras raças do norte de Portugal e da Galiza, uma análise microssatélite das raças portuguesas em 2004 agrupou-a mais intimamente com o Barrosã. A Maronesa foi outrora numerosa nas províncias do Douro, Minho e Trás-os-Montes e Alto Douro, e em particular na Serra do Alvão, Serra da Padrela, e na Serra do Marão. Não há dados censitários anteriores a 1940, quando pouco mais de 25 000 cabeças foram contadas. Em 1955 havia 32 252 animais registados, e em 1972 eram 29 276 animais. Os números caíram depois. 
Uma associação de criadores foi formada por quatorze criadores em 1988, e o registo da raça começou no mesmo ano. Em 1996 o número de criadores que criavam a raça havia subido para quase 1500. Em 2008, a raça foi oficialmente aprovada pela Direção Geral de Veterinária, e o registo da raça passou a ter um livro genealógico.
Em 2007, a FAO classificou o estado de conservação da Maronesa como "sem risco". No final de 2016 havia 4777 vacas reprodutoras registadas no livro genealógico. A população total foi estimada em 8300 a 9900 vacas. As ameaças à Maronesa incluem a diminuição do número de detentores da raça, o aumento da sua idade média e as alterações na regulamentação fiscal.

## Características
A Maronesa é uma raça tradicional de gado rústico. Apresenta semelhança morfológica com o touro bravo português Brava de Lide, com acentuado dimorfismo sexual incluindo o dicromatismo sexual do auroque, sendo a última raça do mundo a manter hoje esta característica do touro selvagem original: touros adultos são maiores que vacas, têm pescoço mais musculoso e tendem a apresentar maior desenvolvimento na anteparos em comparação com o contorno do corpo retangular de vacas e bois. A cor usual nos touros é o preto com uma faixa dorsal castanha; muitas vacas são castanhas, o que indica que são vacas de raça pura que mantêm o dicromatismo da vaca Maronesa. Há um anel pálido em volta do focinho, o focinho e a mucosa são pretos. A cabeça é larga e curta e o perfil reto. Os chifres estendem-se horizontalmente a partir do crânio e, em seguida, apontam para a frente e para baixo de modo a que fiquem quase paralelos ao perfil facial. A barbela é bem desenvolvida. Nas vacas, o úbere é coberto por pelos finos.

## Utilização
O uso tradicional da Maronesa era para tracção. Desde 1996, a carne de vitela de animais Maronesa criados por métodos ecológicos numa área definida e aproximadamente circular que se estende a norte de Vila Real - a área da Serra do Alvão, da Serra da Padrela e da Serra do Marão - tem estatuto de DOP, podendo ser comercializado como "Carne Maronesa DOP". A taxa de parto é baixa, cerca de 75 por 100 vacas.
A Maronesa tem sido usado em tentativas de recriar os auroques, com o programa TaurOs e o projeto Uruz .